# アヴォワーズ・ド・ブルターニュ
アヴォワーズ・ド・ブルターニュ （Havoise de Bretagne、1037年頃 - 1072年8月19日）は、ブルターニュ女公。

## 生涯
ブルターニュ公アラン3世とベルト・ド・ブロワの第二子として生まれた。兄コナン2世が1066年12月に暗殺されたため、公位を継承した。
アヴォワーズの生涯についてはわずかしか知られていない。1058年より以前にコルヌアイユ伯オエルと結婚した。オエルは妻自身の権利によってブルターニュ公オエル2世となり、1072年のアヴォワーズの死後も息子の摂政として政治を司った。オエル2世が死んだ1084年、長男アラン4世が単独のブルターニュ公となった。

## 子女
- アラン4世（1060年頃 - 1119年） - ブルターニュ公
- マチュー2世（1103年没） - ナント伯
- ウード
- アデル2世（1152年10月14日没） - サン＝ジョルジュ・ド・レンヌ女子修道院長（1085年 - 1152年10月14日）
- アヴォワーズ - 1085年のサン＝ジョルジュ・ド・レンヌ修道院の特許状で知られる
- イルドベルジュ - ジョフロワ・ド・マイエンヌと結婚
- ブノワ